# Zumaia
 (avril 2014).
Si vous disposez d'ouvrages ou d'articles de référence ou si vous connaissez des sites web de qualité traitant du thème abordé ici, merci de compléter l'article en donnant les références utiles à sa vérifiabilité et en les liant à la section « Notes et références ».
Zumaia en basque  (prononcer « Soumaya », Zumaya en espagnol) est une commune du Guipuscoa dans la communauté autonome du Pays basque en Espagne.

## Géographie

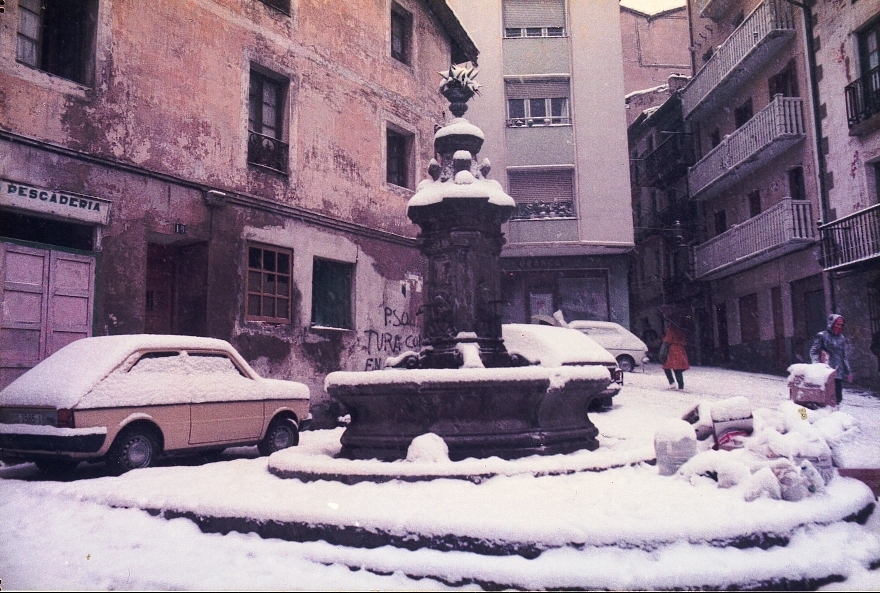
Fontaine de San Juan "San Juan Iturri".

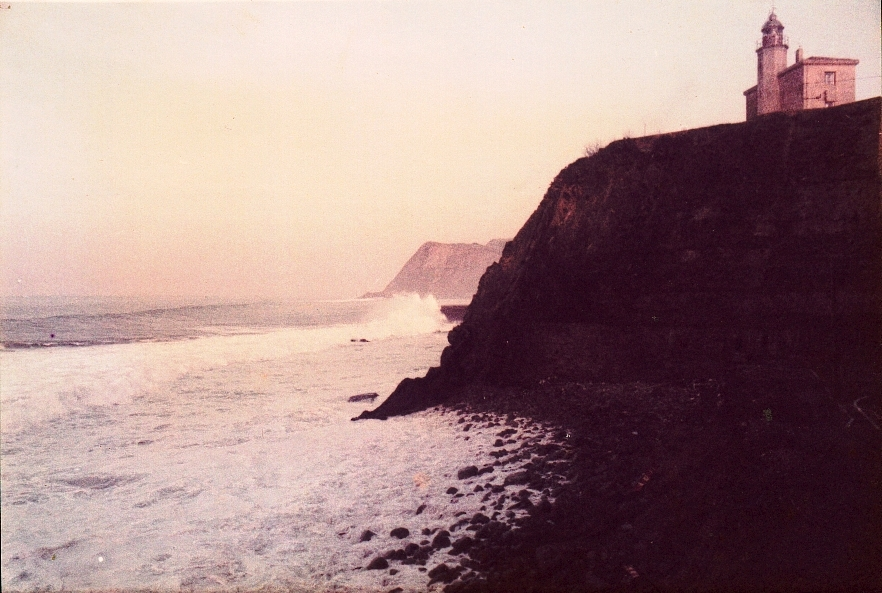
Phare de Zumaya.

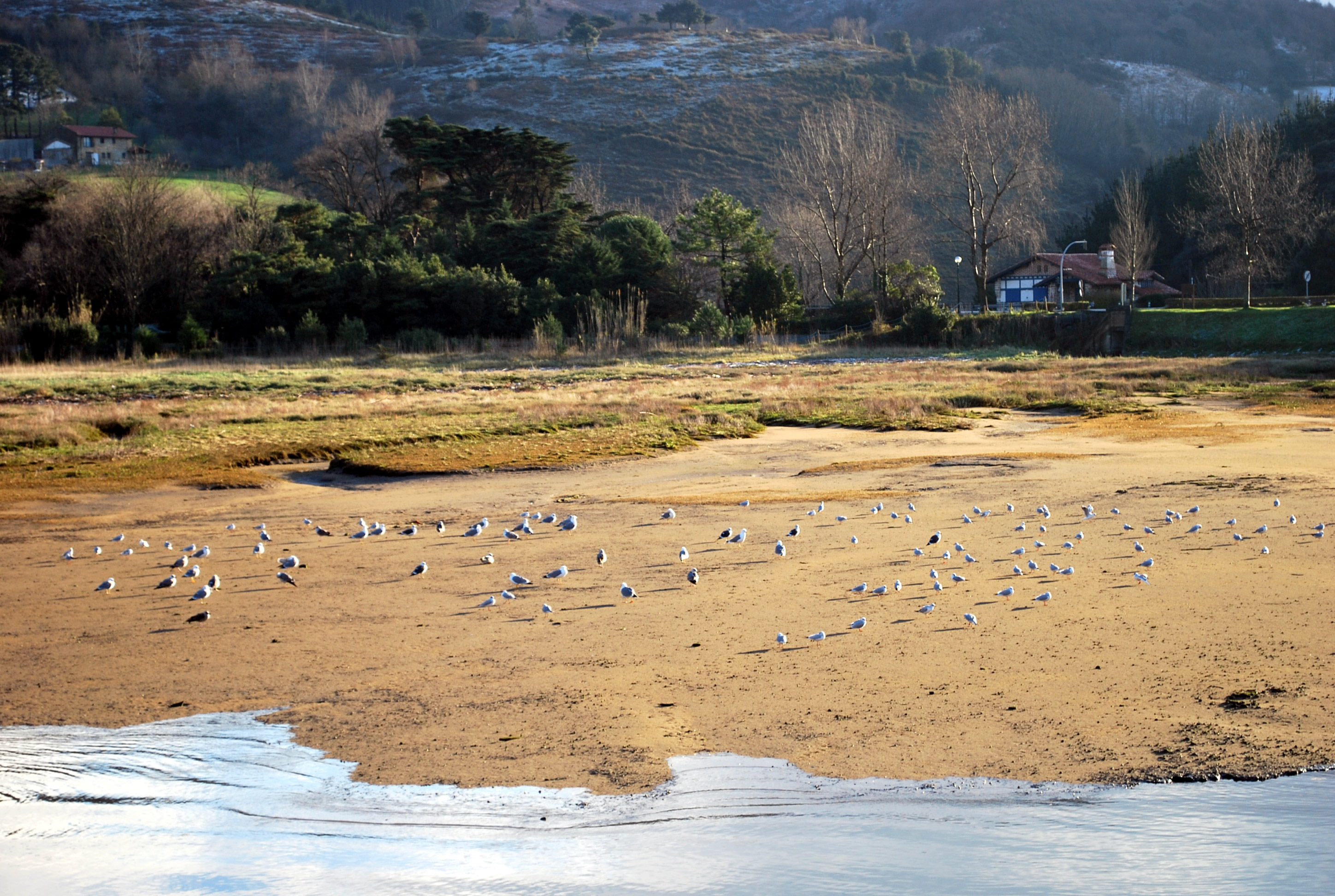
Réserve ornithologique à Zumaia.

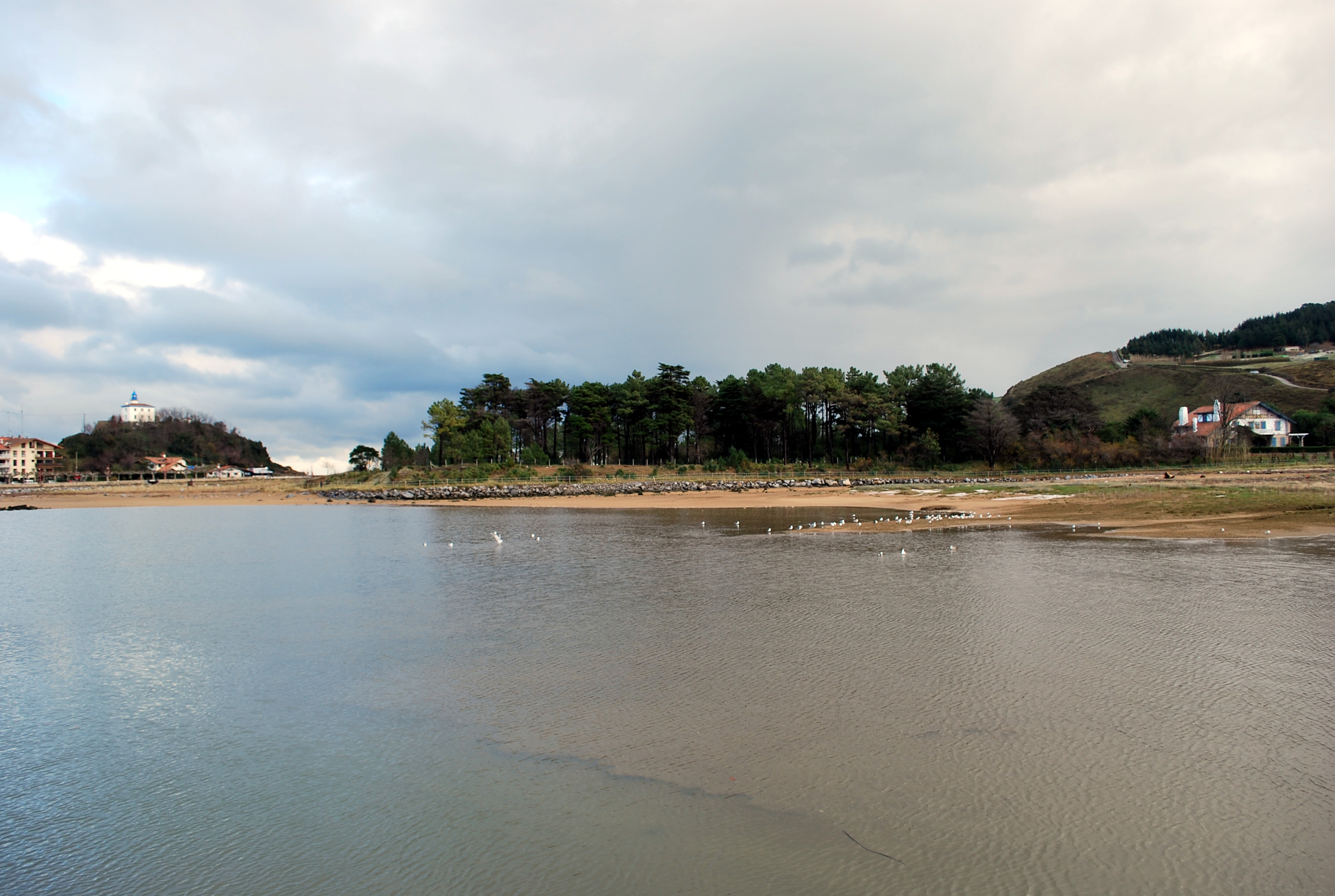
Autre aspect de la réserve.

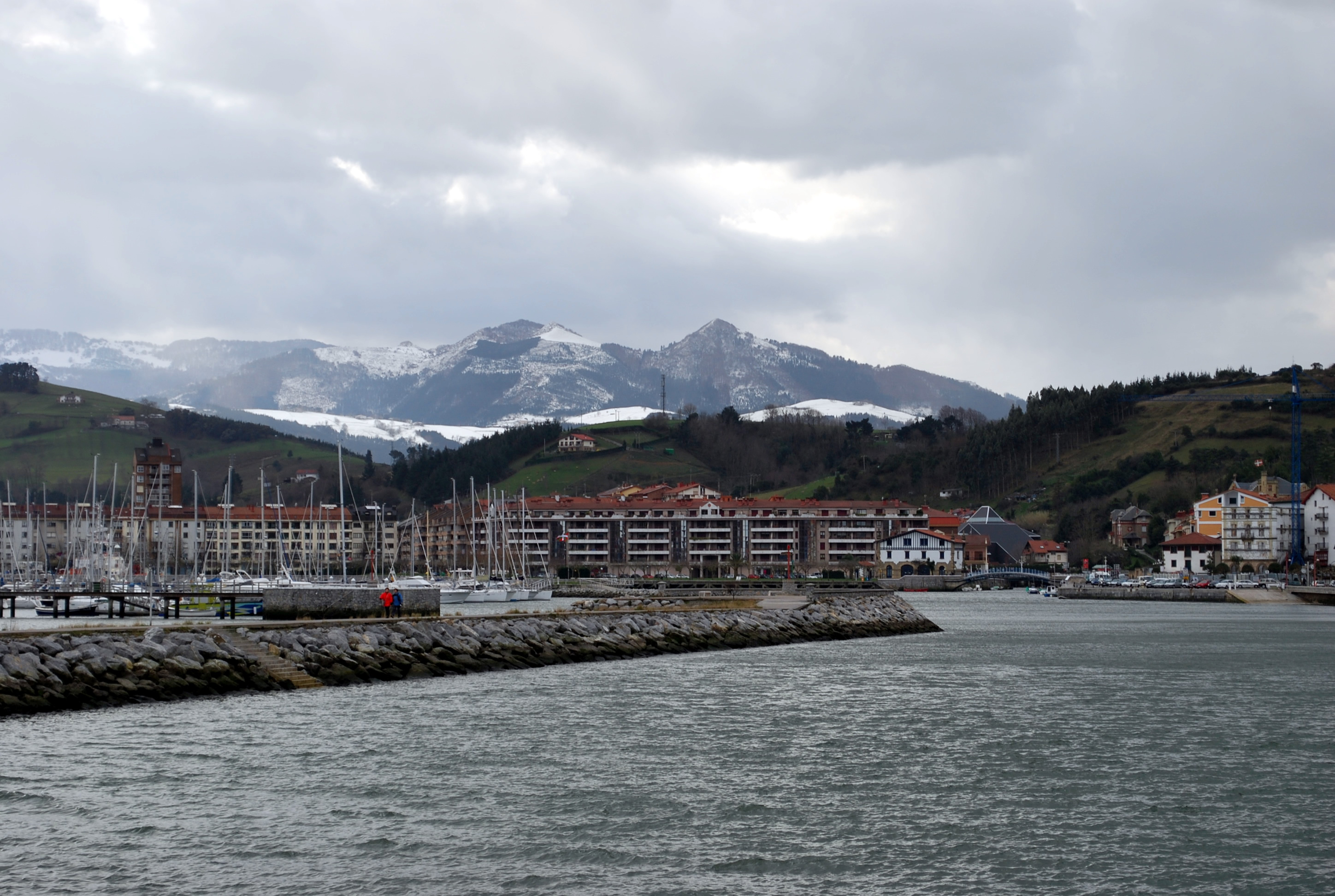
Port de plaisance de Zumaia.

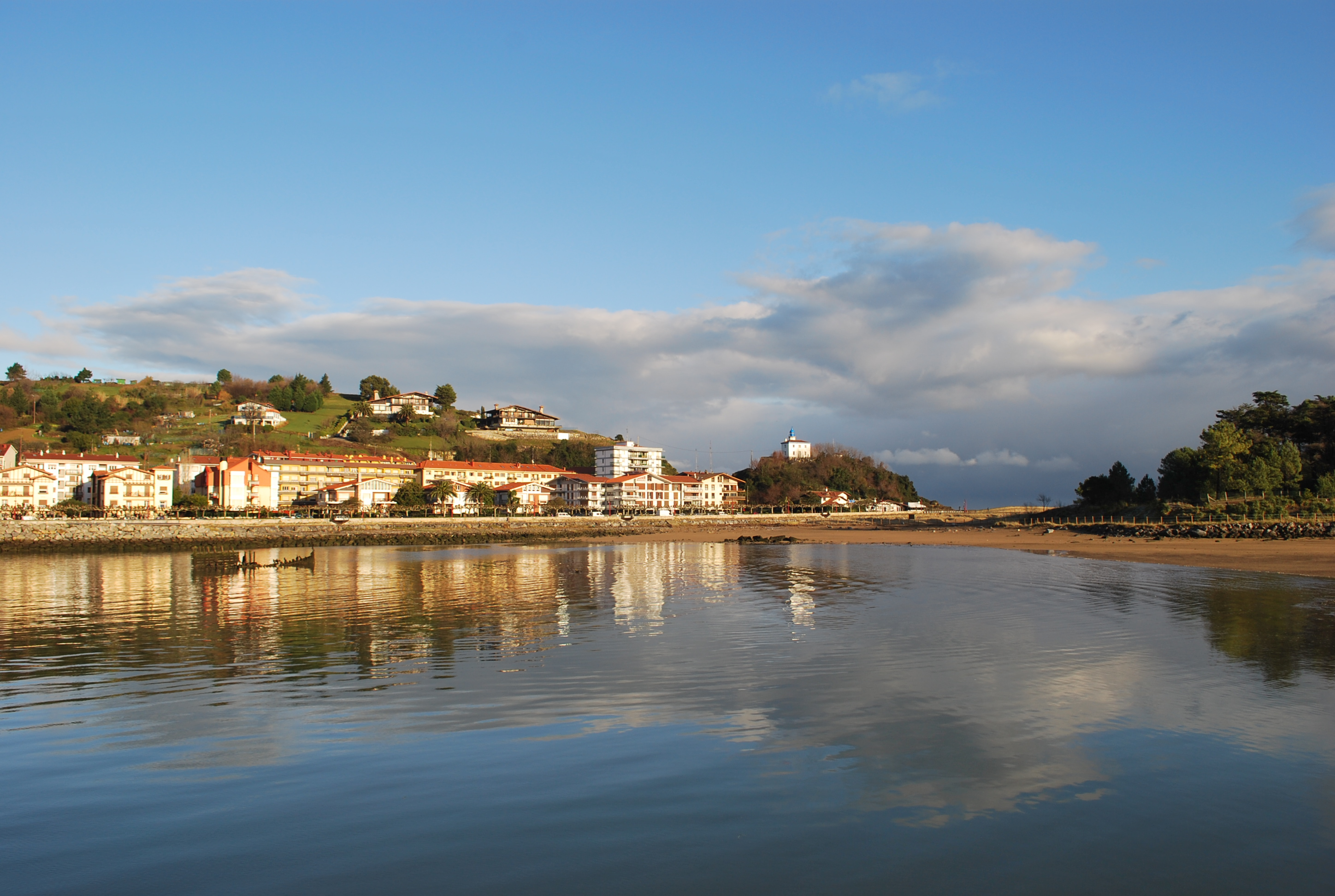
Sortie du port de plaisance de Zumaia.

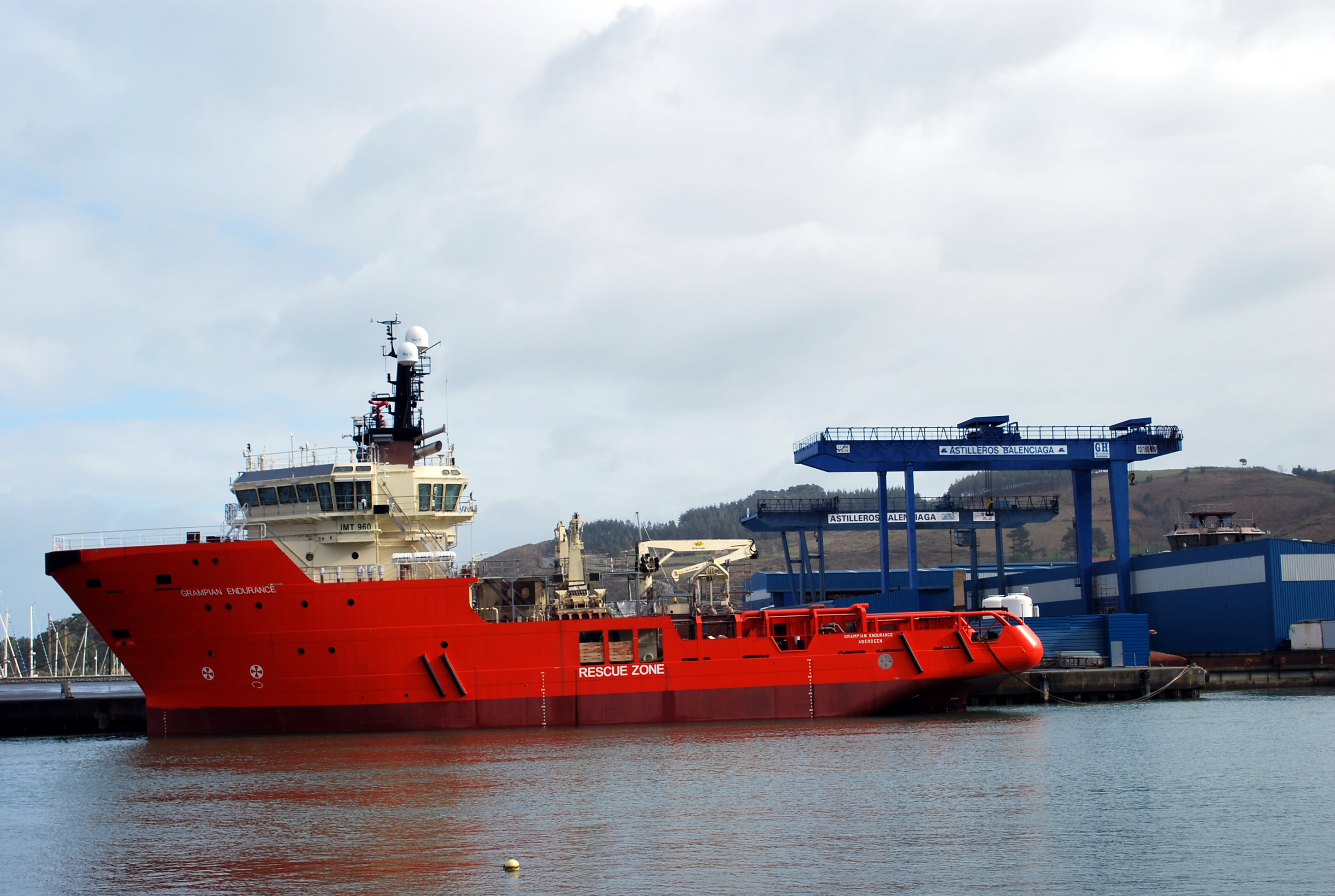
Remorqueur de haute mer en réparation dans les chantiers navals de Zumaia.

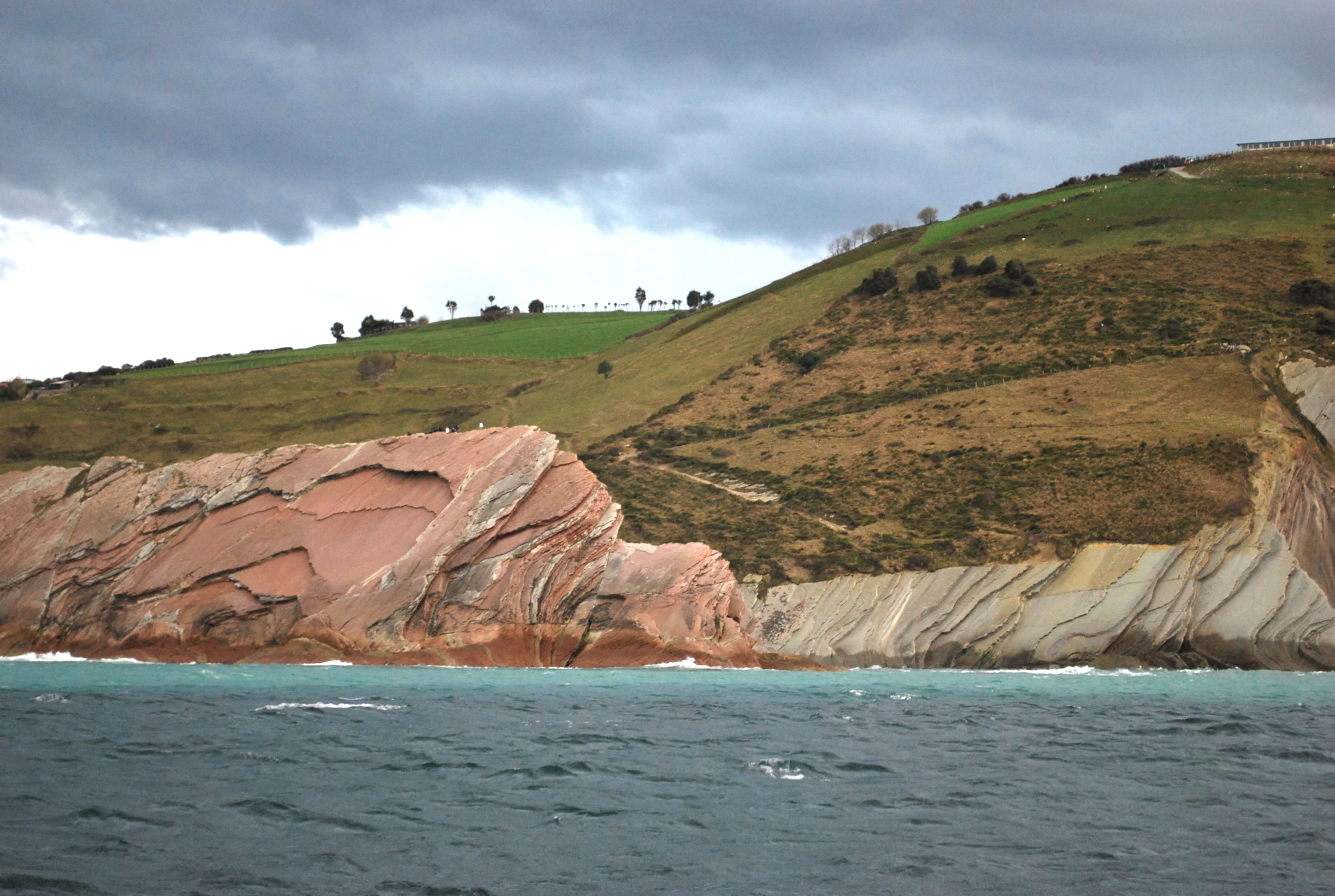
Flysch à Zumaia.

Zumaia est située à l'embouchure du fleuve Urola et à proximité de la ville de Deba dont elle est séparée par une côte à falaises formées de couches de flysch redressées, comparables à celles de la corniche basque en France. C'est une station balnéaire disposant de deux belles plages et équipée d'un centre de thalassothérapie.

## Géologie
De la plage d'Itzurun, à Zumaia, jusqu'à Deba, se dressent sur la mer de splendides formations rocheuses en strates verticales. Dans la zone d'Algorri, on peut observer comment l'érosion des vagues a mis au jour la transition Crétacé-Tertiaire, marquée par une couche d'iridium, attribuée à l'impact d'un grand météorite sur la Terre voici 65 millions d'années, impact aux suites duquel on impute (entre autres) la disparition des dinosaures non aviens. À Algorri, cette transition se trouve hors de portée des marées dans des couches de flysch, accessibles au grand public toute l'année, contrairement au reste du monde où les stratotypes de cette importance sont généralement soumis à des autorisations données au compte-goutte à quelques scientifiques.
Du point de vue paysager, l'environnement présente trois entités bien distinctes : les champs à l'intérieur, les falaises et la large plate-forme d'abrasion. La force de la mer Cantabrique a érodé les matériaux mous argileux du flysch de ce tronçon de côte, tout en taillant des falaises spectaculaires, qui dans leur recul, laissent à leurs pieds l'une des plates-formes d'abrasion les plus étendues d'Europe. Cette plate-forme horizontale formée par une séquence interminable de couches de roches aiguisées et capricieuses, forme un véritable spectacle visuel. La dynamique de falaises et toutes les caractéristiques géo-morphologiques en rapport, comme les vallées accrochées, les calanques, les grands blocs tombés ou érosion différentielle, présentent ici des exemples de livres.
Les matériaux stratifiés du flysch représentent un sanctuaire géologique de premier ordre au niveau international. Le flysch de Zumaia est un des affleurements les plus spectaculaires et mieux étudiés du monde, puisqu'il témoigne d'événements climatiques, biologiques et géologiques de première importance, et de plus son épaisseur couvre une période de cinquante millions d'années. Actuellement, ces couches se trouvent en position verticale, transformant cet affleurement en un grand livre d'histoire de la terre, comme la transition Crétacé-Tertiaire il y a 65 millions d'années, le dernier grand réchauffement climatique (Paléocène-Éocène) ou le l'orogénèse des Pyrénées. Le paléocène de Zumaia a été récemment choisi par la communauté géologique internationale (UISG) pour définir les stratotypes Danien-Sélandien et Sélandien-Thanétien, qui datent respectivement de 60.8 et 58.7 millions d'années. Ainsi la spectaculaire falaise d'Itzurun porte des repères de l'Échelle des temps géologiques.
Outre l'intérêt géomorphologique et géologique, cette plate forme d'abrasion abrite l'écosystème le plus riche et complexe du littoral basque. Ses mares de marée basse représentent de véritables aquariums naturels où abondent d'innombrables espèces de communautés planctoniques et benthiques, d'algues, de poissons, de crustacés, de cnidaires, de mollusques et d'échinodermes.

Formations de flysch sur la plage Algorri à Zumaia. Aout 2022.

## Administration
Après les élections de 2007 : 
- Maire : Oier Korta (EAJ-PNV) (2015-)
- Maire : Iñaki Agirrezabalaga Alkorta (membre de EA et GA) avec l'appui d'ANV (Acción Nacionalista Vasca). (-2015)
- Mairie : Foruen enparantza, 1 - (20750)

## Économie
Les principales entreprises installées à Zumaia sont :
- Artadi Alimentation S.A. (Okin) : congélation de pains de glace.
- Chantiers navals Balenciaga S.A : c'est un chantier naval qui fabrique et répare des navires jusqu'à 100 mètres de longueur.
- Avicole d'Oiquina S.A : abattage de poulets.
- Conserves Ortiz S.A : usine de conserves de poisson.
- Egurko S.Coop : Fabricant de machine-outil pour bois.
- Galvanisés Olaizola S.A : revêtements galvanisés.
- GKN Driveline S.A :
- Guascor S.A : fabricant de moteurs diesel et essence.
- Industries Lagun-Artea S.L. : Fabricant de machine-outil.
- Korta S.A. : broches à des boules.
- Mendiaraiz S.L. : coupe par laser.
- Urpemak S.L. : Fabricant de machine-outil.
- Xey Corporation Patronale S.L. : fabricant de meubles de cuisine et salle de bain.
- Xanti Altzariak S.L. :  Fabricant de meubles sur mesure et restauration de bateaux en bois.

## Patrimoine

### Patrimoine civil
- Goikotorre : cette maison a connu de nombreuses modifications qui l'ont défigurée. Son couronnement crénelé en est l'un des éléments les plus caractéristiques, avec son plan carré et l'arc en lancette du rez-de-chaussée.
- Ubillos : ce palais de la famille du même nom ne comportait qu'une seule tour avant le XVIe siècle. C'est au cours de ce siècle que furent ajoutés un patio carré, typiquement Renaissance, et la tour droite, ainsi qu'une vaste entrée et des balcons qui témoignent du passage d'une époque conflictuelle comme le Moyen Âge à des temps plus pacifiques. Tombée dans un lamentable abandon, elle a subi au début du XXe siècle une rénovation qui a altéré son aspect original.
- Olazabal : cette importante demeure typique du XVIIe siècle, réserve la pierre de taille à la façade principale où se trouvent l'entrée et les balcons en fer forgé de l'étage noble, ainsi que les blasons de la famille Olazabal. Il est à noter également l'intérêt croissant que suscitent les jardins à partir de cette époque, comme le magnolia planté sur la façade arrière.

### Patrimoine religieux
La première mention historique de Zumaia qui remonte au début du XIIIe siècle concerne le monastère-hôpital de Santa Maria construit sur un monticule au-dessus des marécages.
C'est autour de ce monastère que s'est formé un établissement humain, renforcé par l'arrivée de gens de l'extérieur, en particulier de Seaz (Saiatz en euskara) qui se transforme au XIVe en une ville fortifiée. La charte de fondation de la "Villa de Villagrana de Zumaya" fut octroyée aux habitants par le roi Alphonse XI en 1347.
Six siècles plus tard en dépit de multiples transformations, la structure de la ville médiévale reste perceptible. 
- Église San Pedro: Elle se situe dans le centre historique de Zumaia. Il semble avéré pour la plupart des historiens[2] que l'actuelle église paroissiale a remplacé le monastère primitif, voué à la Vierge, tout en se plaçant sous l'invocation de Saint Pierre (San Pedro), patron des pêcheurs. Il s'agit d'un bâtiment gothique du XIIIe siècle de construction solide et à l'allure de forteresse qui se dresse à l'angle nord-est du vieux quartier. Sa sobriété extérieure, marquée par l'importance de l'aspect défensif et de volume au détriment de la décoration, contraste avec l'intérieur, qui offre l'un des plus beaux espaces gothiques à nef unique du Pays basque, rehaussé par un retable de Juan de Antxieta. Il est déclaré Monument National.

### Patrimoine mondial
- flysch de Zumaia est unique au monde car accessible toute l'année et n'est pas réservée aux seuls scientifiques et chercheurs. Le 3 novembre 2010, à la suite d'une tempête, un bateau de pêche, le Motxo (prononcer motcho) s'est échoué sur cette merveille de la nature et a occasionné des dégâts[3].

### Patrimoine culturel
Depuis 2012, un musée, l'Espace culturel Ignacio Zuloaga a ouvert ses portes dans l'ancien atelier du peintre. On y trouve beaucoup d'œuvres de l'artiste mais aussi des objets de ses collections personnelles qu'il conservait dans son Musée Zuloaga et qui ont donné lieu à des différends familiaux.

## Canons de Zumaia
Ces canons ont dormi durant cent longues années dans l'avenue Julio Beobide, enterrés au bord du port pour amarrer les cordages des embarcations.
Ces légers mais solides canons de type sacré furent emmenés à Zumaia au XVIIe siècle. Ils ont été forgés principalement en fer on leur ajoutait du cuivre et étain pour augmenter leur résistance. C'étaient des canons de calibre 900, utilisant des projectiles cylindriques de 9 cm de diamètre et d'un poids de 3 kg. Le projectile se chargeait par la bouche du canon, et pour sa déflagration, on ajoutait de la poudre noire composée de 6 parts de salpêtre, soufre et charbon.

## Faune et flore

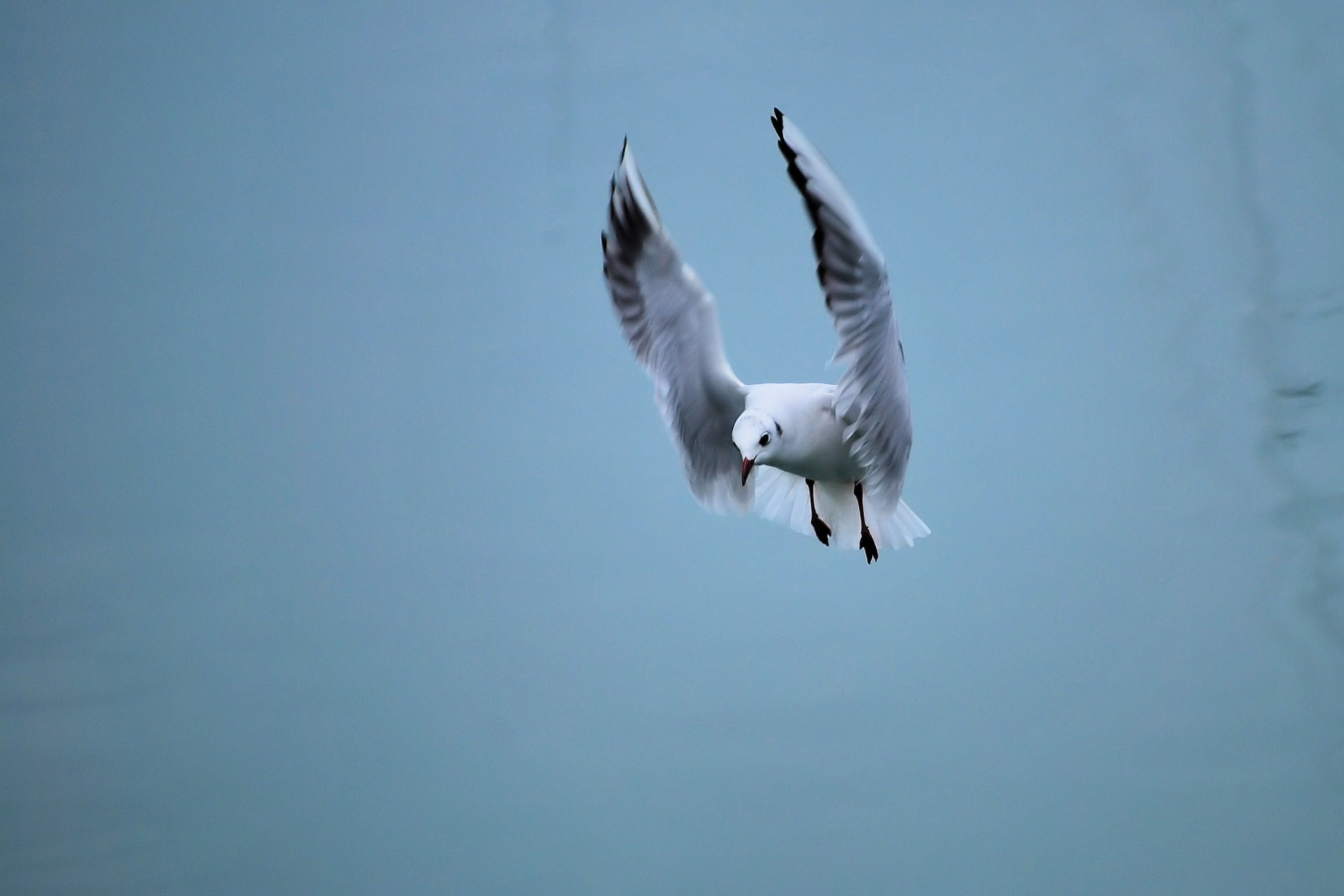
Mouette rieuse dans la réserve ornithologique de Zumaia

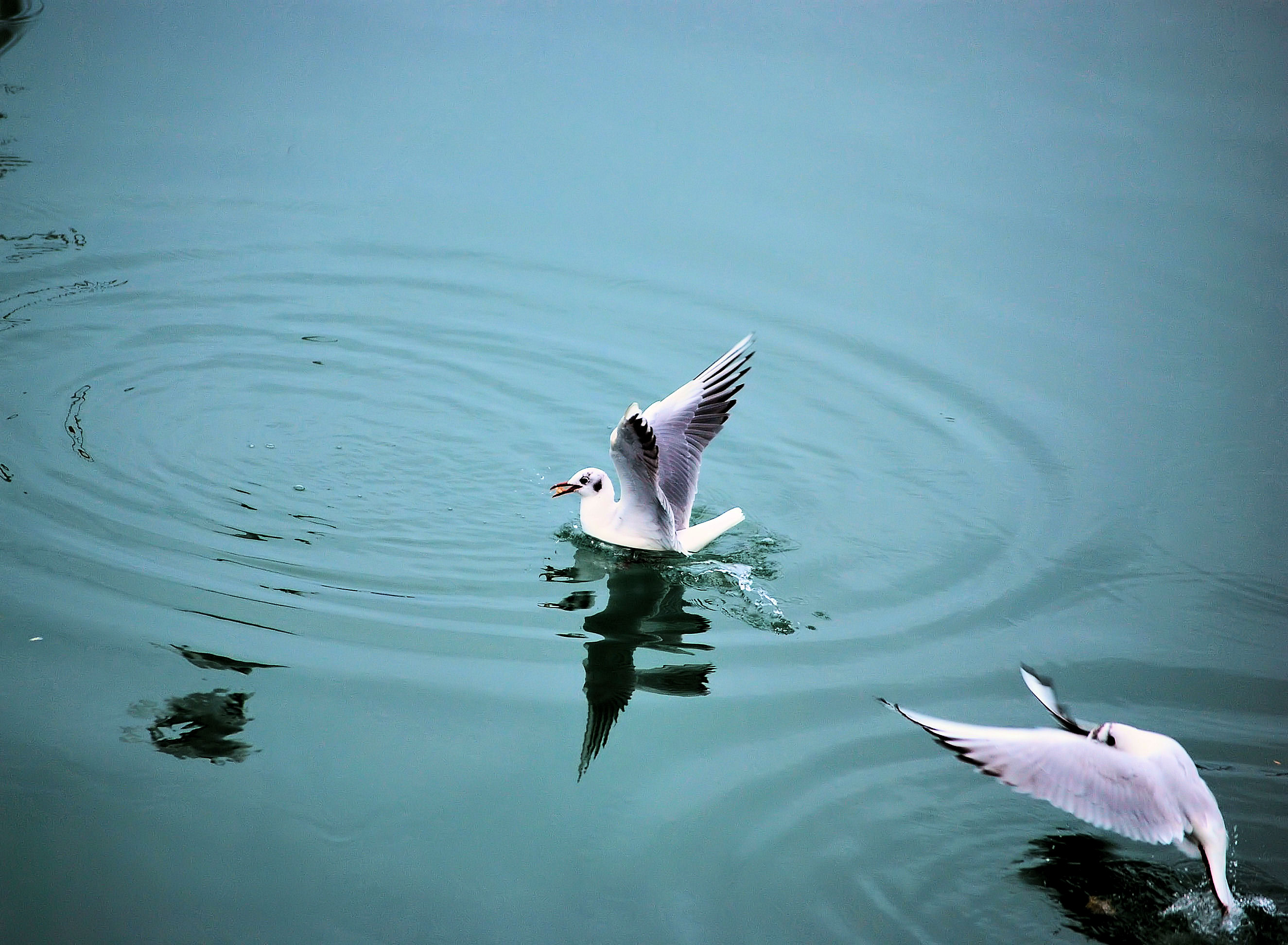
Mouette rieuse dans la réserve ornithologique de Zumaia

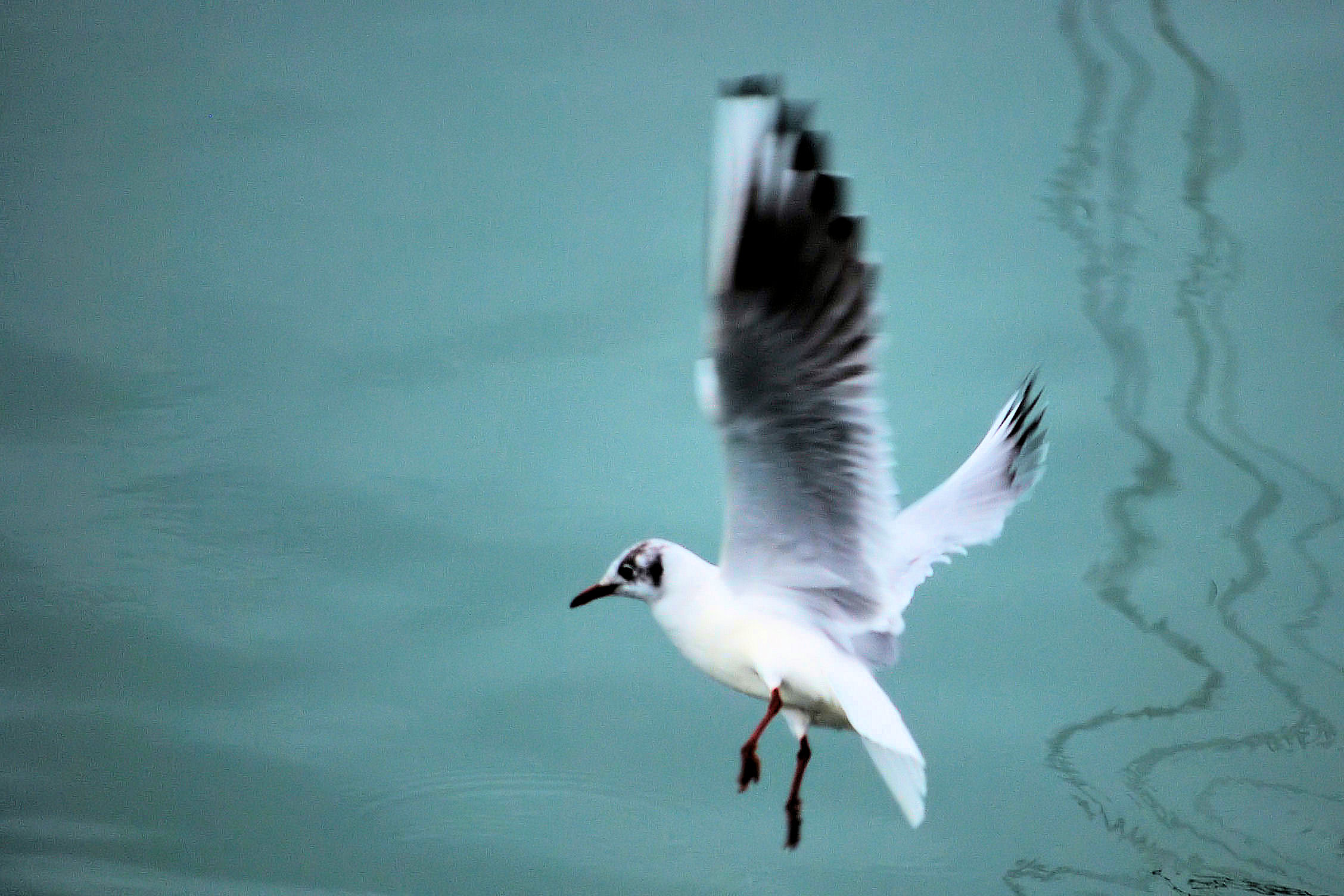
Mouette rieuse dans la réserve ornithologique de Zumaia

La ria de l'Urola est protégée par l'Union européenne. Le port de plaisance n'a pu être construit qu'à la condition de préserver la réserve ornithologique présente sur le site. Cette réserve est fréquentée par les oiseaux aquatiques, nidifiant ou se réfugiant dans la zone de Bedua. Ils se nourrissent de poissons, anguilles, crabes...
On y trouve le Héron cendré (Garza Real (es) Lertxun Ahuskarea (ba) Ardea cinerea), l'Aigrette garzette (Garceta Comun (es) Lertxuntxo arrunta (ba) Egretta garzetta), le Grand Cormoran (Cormoran grande (es) Ubarroi haundia (ba) Phalacrocorax carbo), le Balbuzard pêcheur (Aguila pescadora (es) Arrano arrantzales (ba) Pandion haliaetus), le Martin-pêcheur d'Europe (Martin pescador (es) Martin arrantzalea (ba) Alcedo atthis).
D'autres oiseaux limicoles fréquentant les abords de la plage de Santiago et se nourrissent de vers, insectes, escargots...
Le Chevalier guignette (Andarrios chico (es) Kulixka txikia (ba) Actitis hypoleucos), le Pluvier grand-gravelot (Chorlitejo grande (es) Txirritxo haundia (ba) Charadrius hiaticula), le Pluvier petit-gravelot Chorlitejo chico (es) Txirritxi txikia (ba) Charadrius dubius), le Bécasseau variable Correlimos comun (es) Txirri arrunta (ba) (Calidris alpina).

## Distances vers les ports de plaisance
Les distances indiquées dans le tableau ci-dessous sont indiquées en milles nautiques et vont du nord au sud.
| Distances en milles nautiques |          |                   |              |
| Port                          | Distance | Port              | Distance     |
| La Rochelle                   | 170      | Arcachon          | 89           |
| Capbreton                     | 41       | Bayonne           | 35           |
| Biarritz                      | 32       | Saint-Jean-de-Luz | 26           |
| Hendaye                       | 21       | Hondarribia       | 21           |
| Pasaia                        | 15       | Donostia          | 11           |
| Orio                          | 5        | Zarautz           | 3            |
| Getaria                       | 2        | Zumaia            | 43.3° -2.25° |
| Deba                          | 5        | Mutriku           | 6            |
| Ondarroa                      | 7        | Lekeitio          | 12           |
| Ea                            | 15       | Elantxobe         | 18           |
| Mundaka                       | 21       | Bermeo            | 21           |
| Armintza                      | 30       | Plentzia          | 32           |
| Bilbao                        | 38       | Santander         | 68           |
| Gijón                         | 150      |                   |              |

## Personnalités liées à la commune
- Juan Martínez de Mendaro (XVe) : marin et militaire qui vainquit un escadron portugais à Gibraltar en 1475.
- Baltasar de Echave (1540-1620) : peintre.
- Juan de Olazábal Bastida (XVIIe) : secrétaire du roi Philippe IV d'Espagne et comptable général de l'Inquisition.
- José Mari Zubia, connu comme Aita Mari (1809-1866) : marin et pêcheur. Fut un héros populaire en Pays basque pour les sauvetages héroïques des marins qu'il réalisa et pour avoir trouvé la mort lors d'un de ceux-ci.
- Ángeles Sorazu (1873-1921) : sœur et écrivain(e) mystique.
- Bonifacio de Echegaray (1878-1956) : homme de loi et écrivain.
- Julio Beobide (1891-1969) : sculpteur.
- José María Korta (1944-2000) : entrepreneur lié au PNV et président des patrons guipuzcoana. Assassiné par l'ETA.
- Lucía Lacarra (1975-) : ballerine classique. Prix national de danse en 2005.
- Oier Aizpurua (1978-) : kayakiste.
- Gotzon Enbil (1977-) : joueur de Cesta Punta, 5 fois Champion du monde.
- Iñaki Osa Goikoetxea (1980-) : joueur de Cesta Punta, 5 fois Champion du monde, avec Gotzon Enbil.

D'autres personnalités liées à Zumaia pour des raisons diverses :
- Ignacio Zuloaga (1870-1945) : peintre. Choisit cette localité comme villégiature.
- Juan Belmonte (1892-1962) : torero. Est venu toréer gratuitement à plusieurs occasions à Zumaia. En remerciement, une rue du village porte son nom.
- Luis Martínez Kleiser (1883-1971) : journaliste et écrivain madrilène, très lié à Zumaia. Écrivit un essai intitulé La villa de Villagrana de Zumaya : Apuntes y pormenores históricos[6]. Il a aussi une rue à son nom à Zumaia.

## Galerie

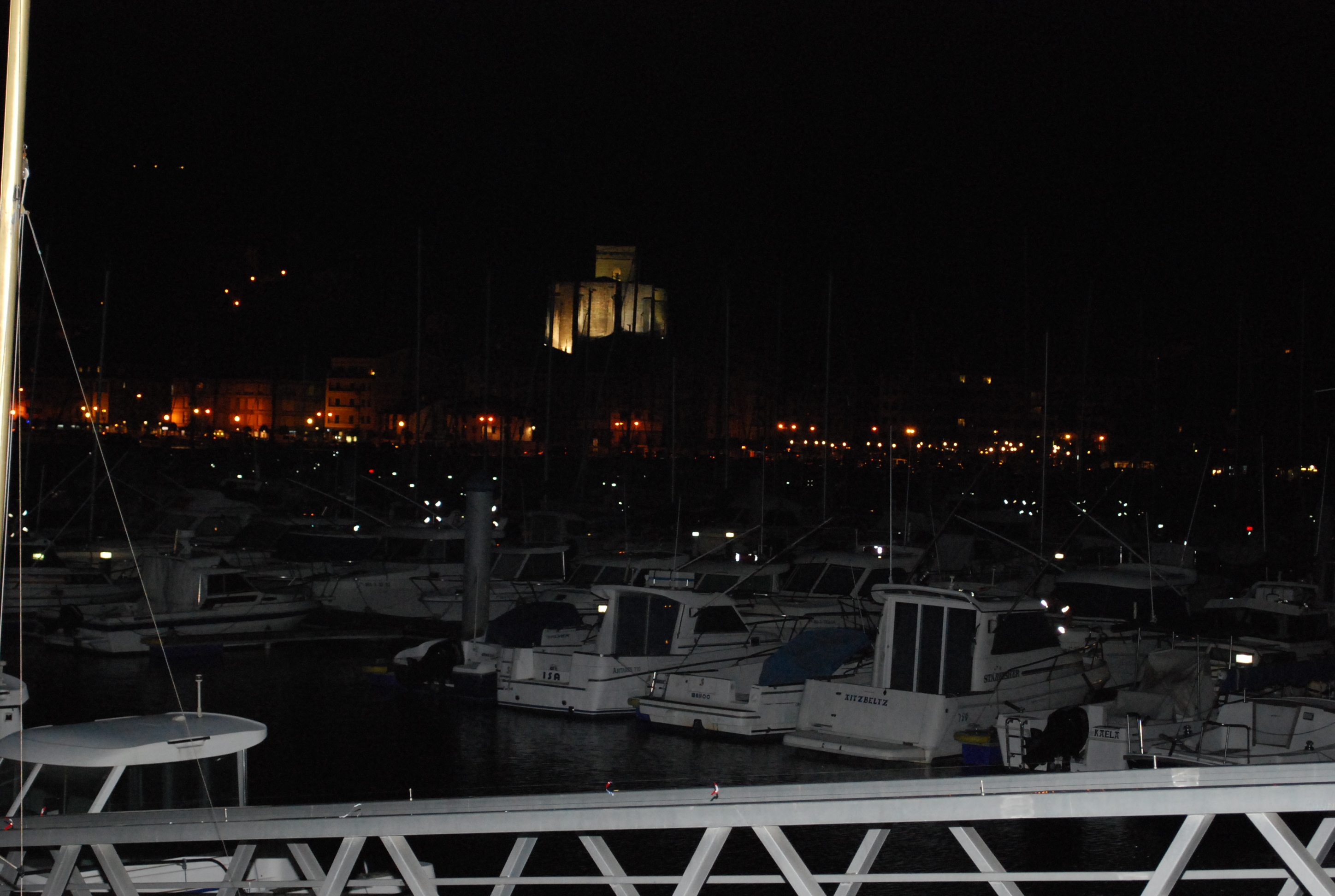
Port de plaisance Marina-Urola de nuit Zumaia.
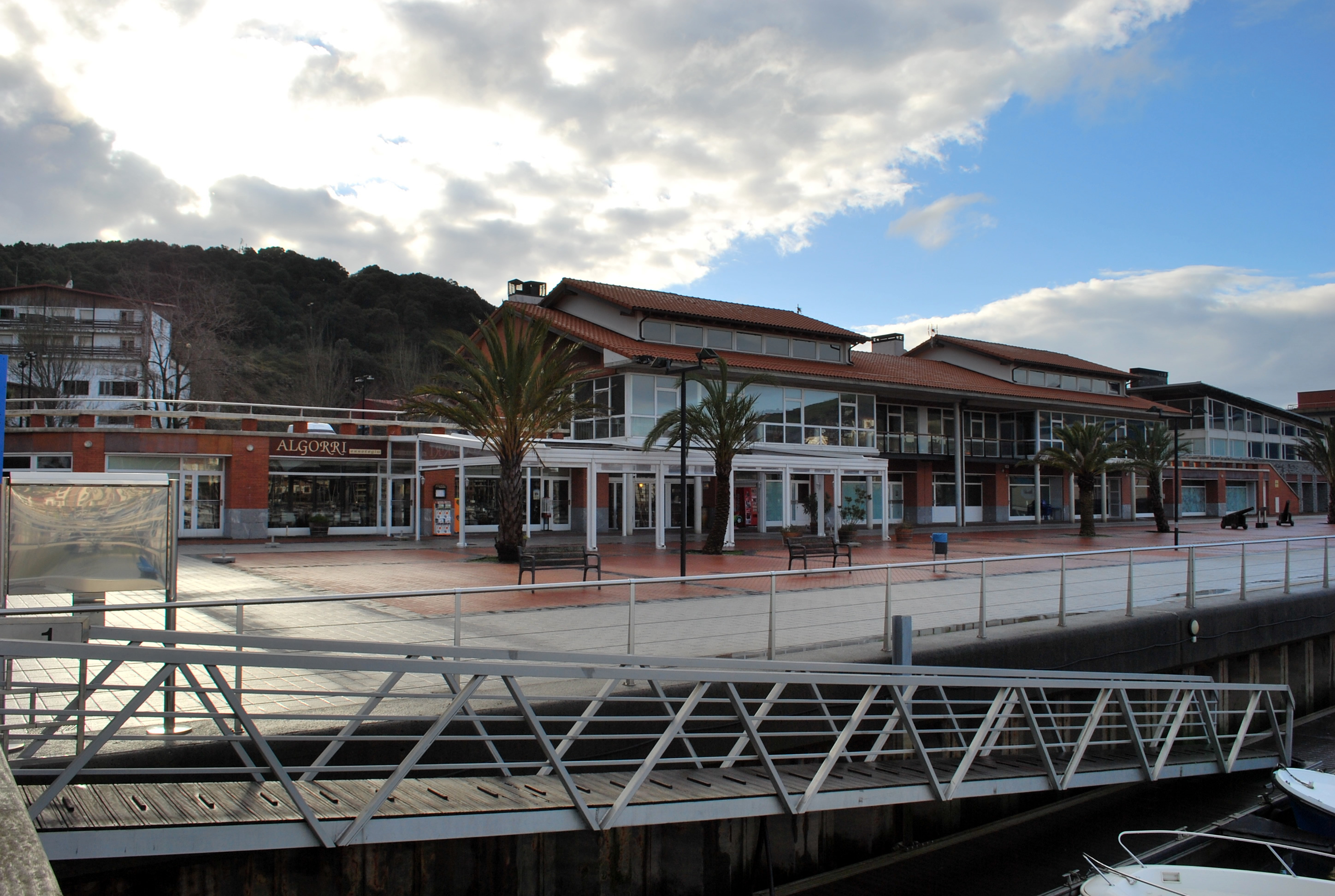
Restaurant sur le port de plaisance de Zumaia.
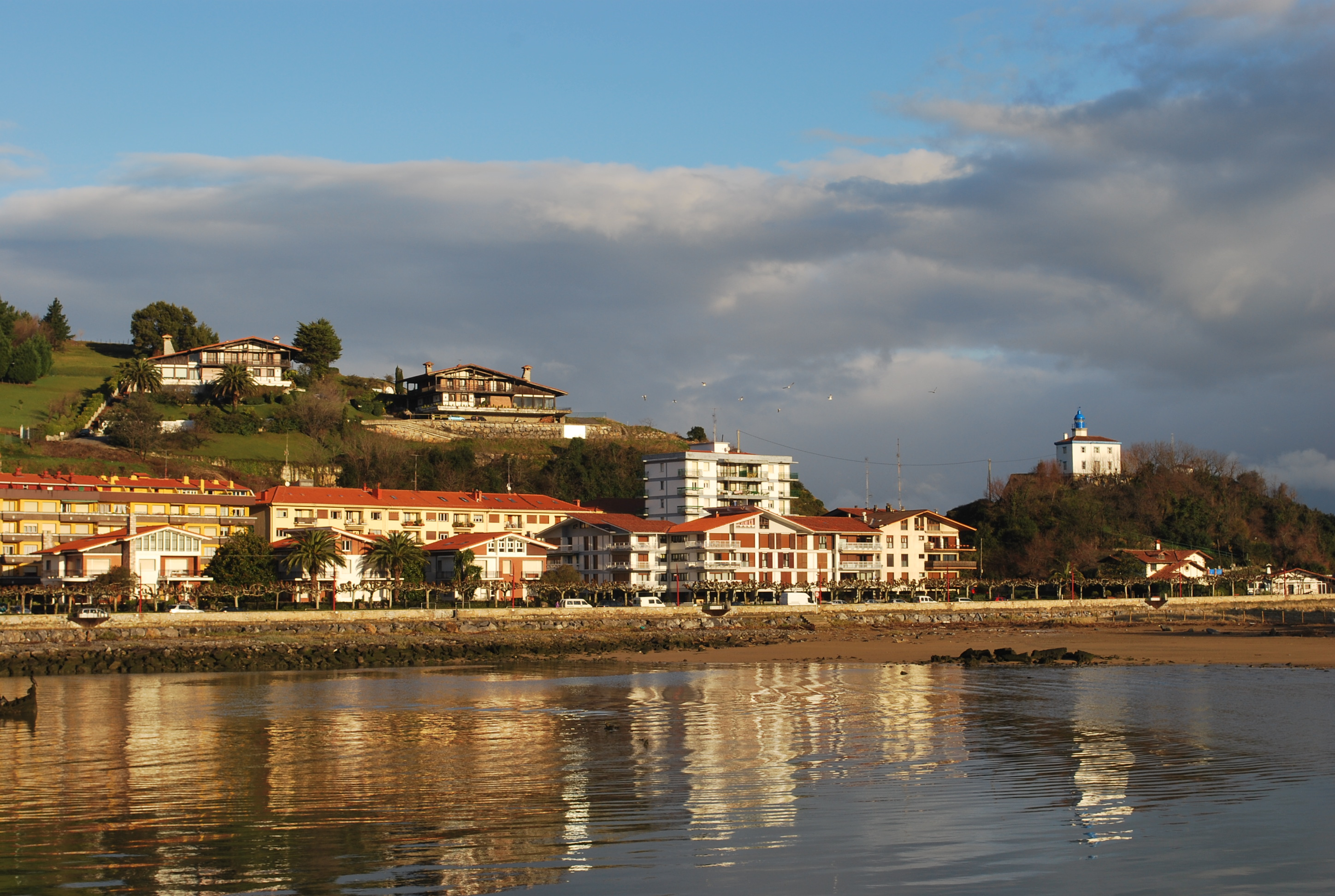
Chenal du port de plaisance à Zumaia.
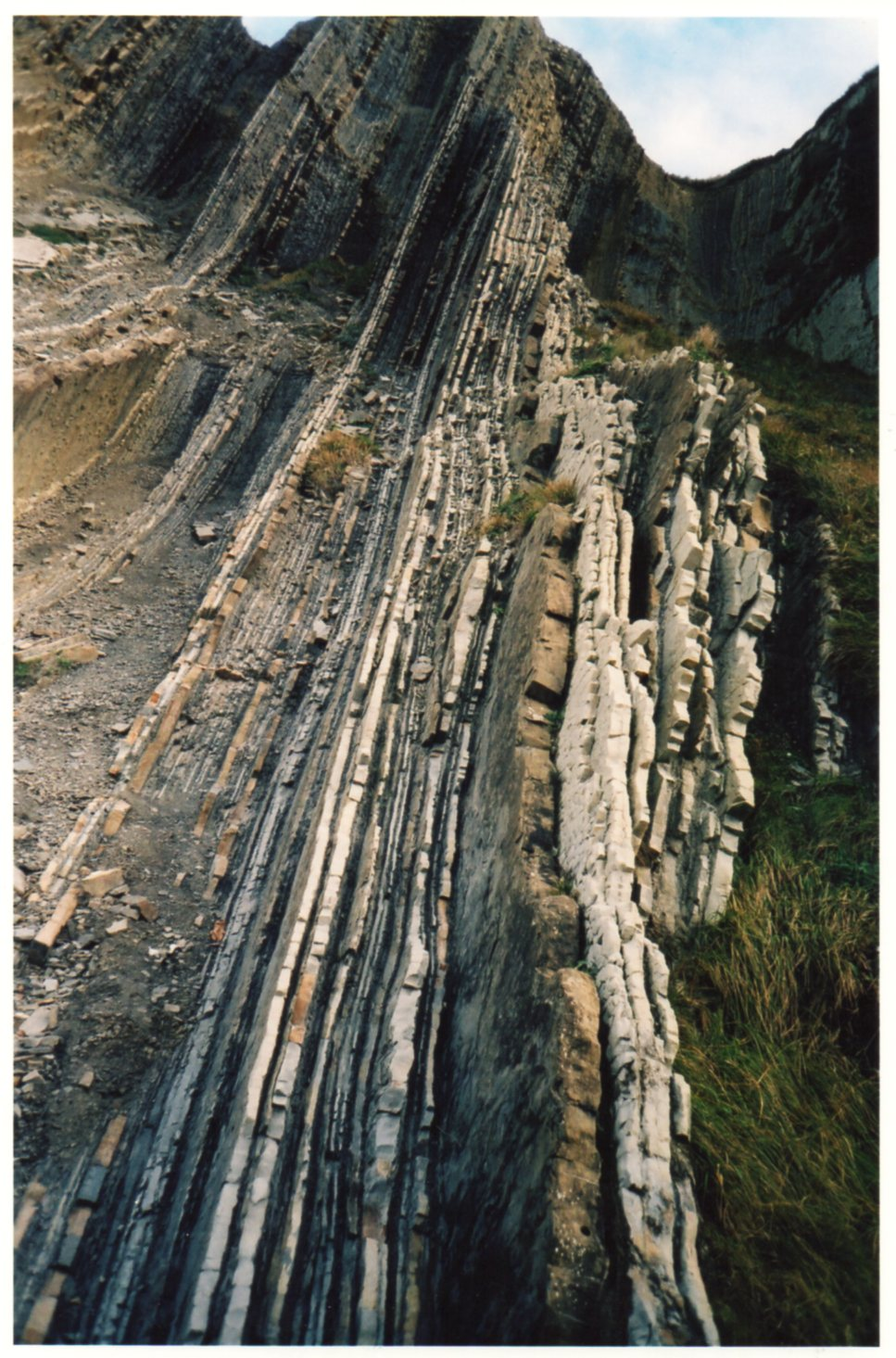
Hypostratotype de la transition Crétacé-Tertiaire (couche jaune en relief), flysch d'Algorri à Zumaia.
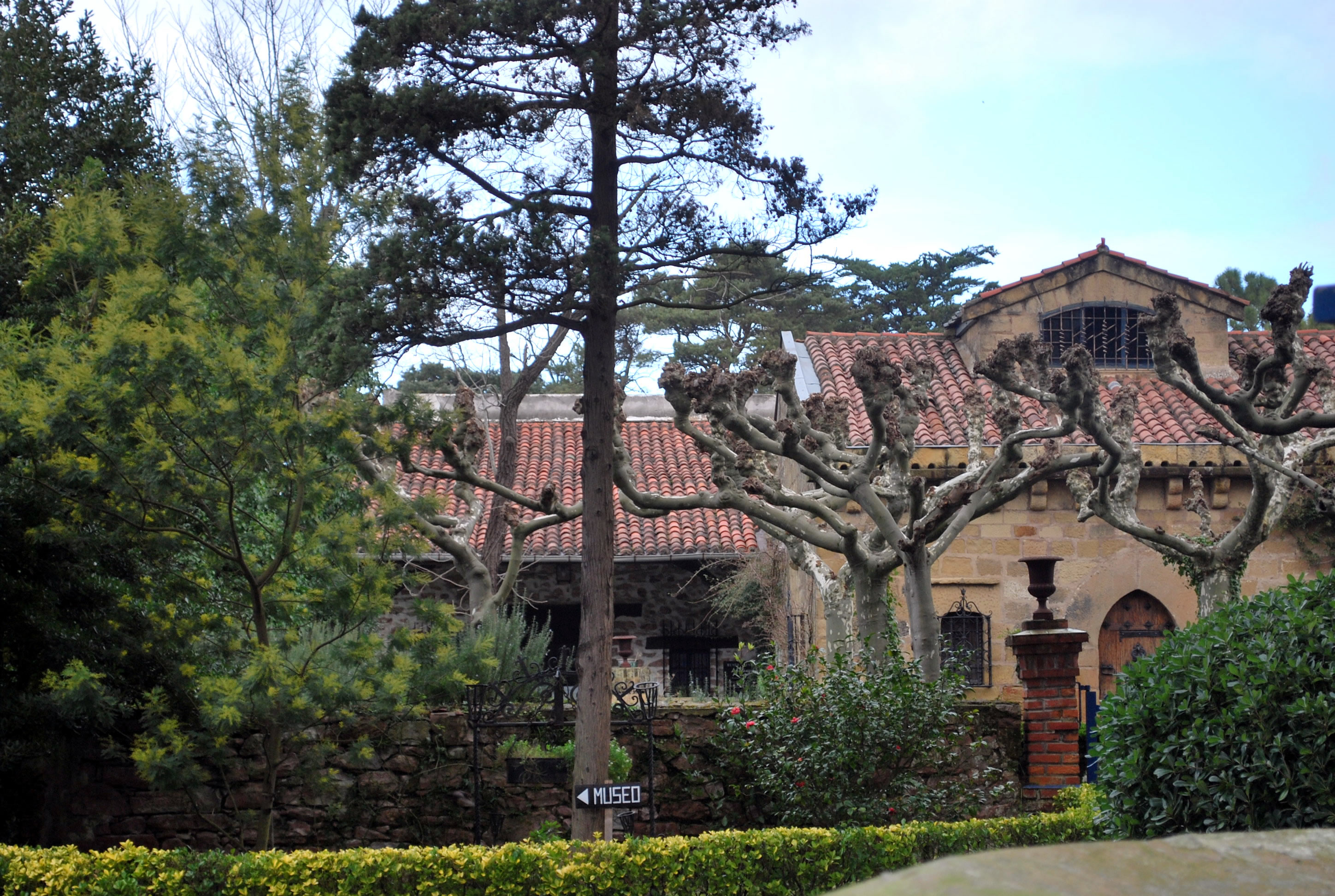
Musée Ignacio Zuloaga.
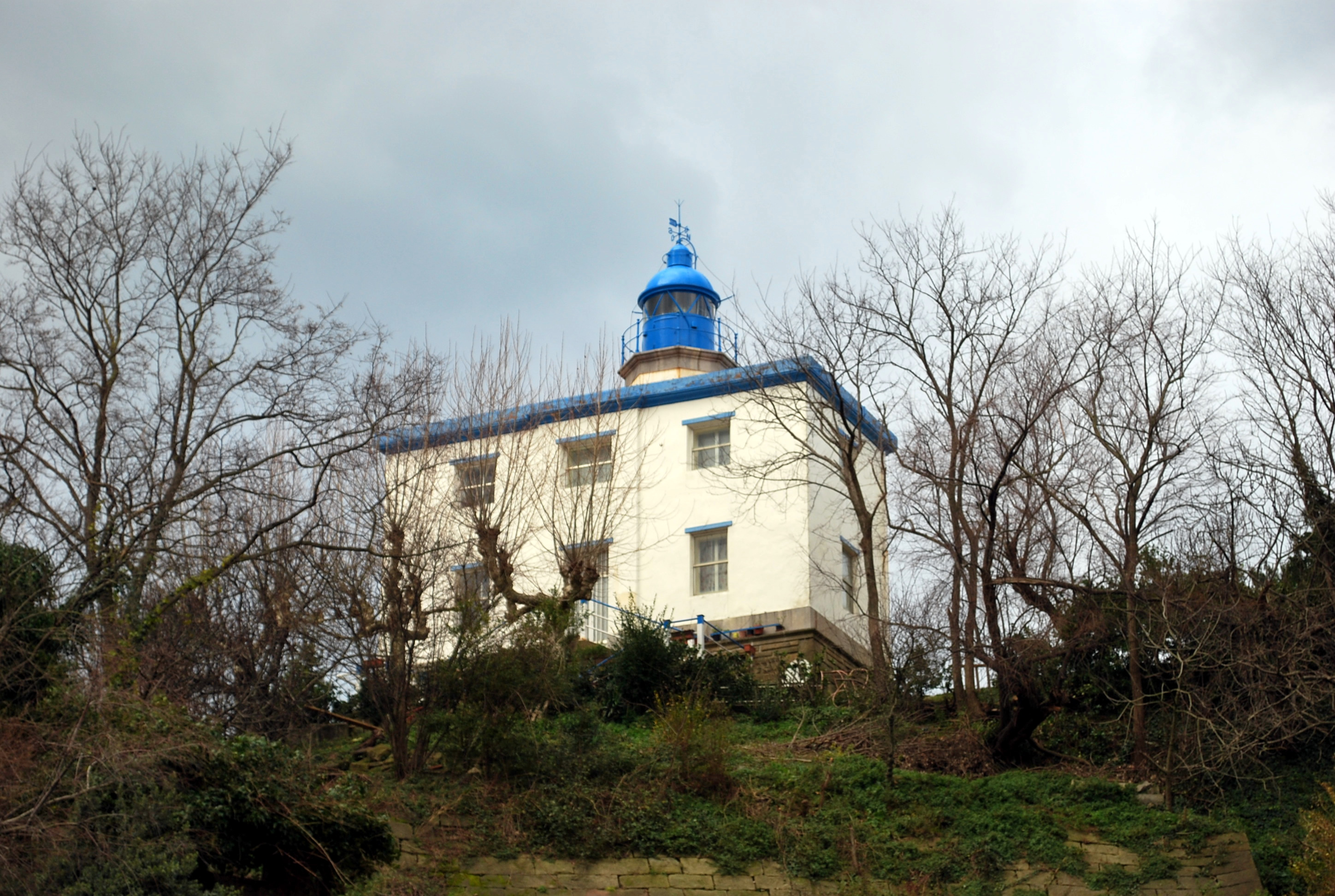
Phare de Zumaia.
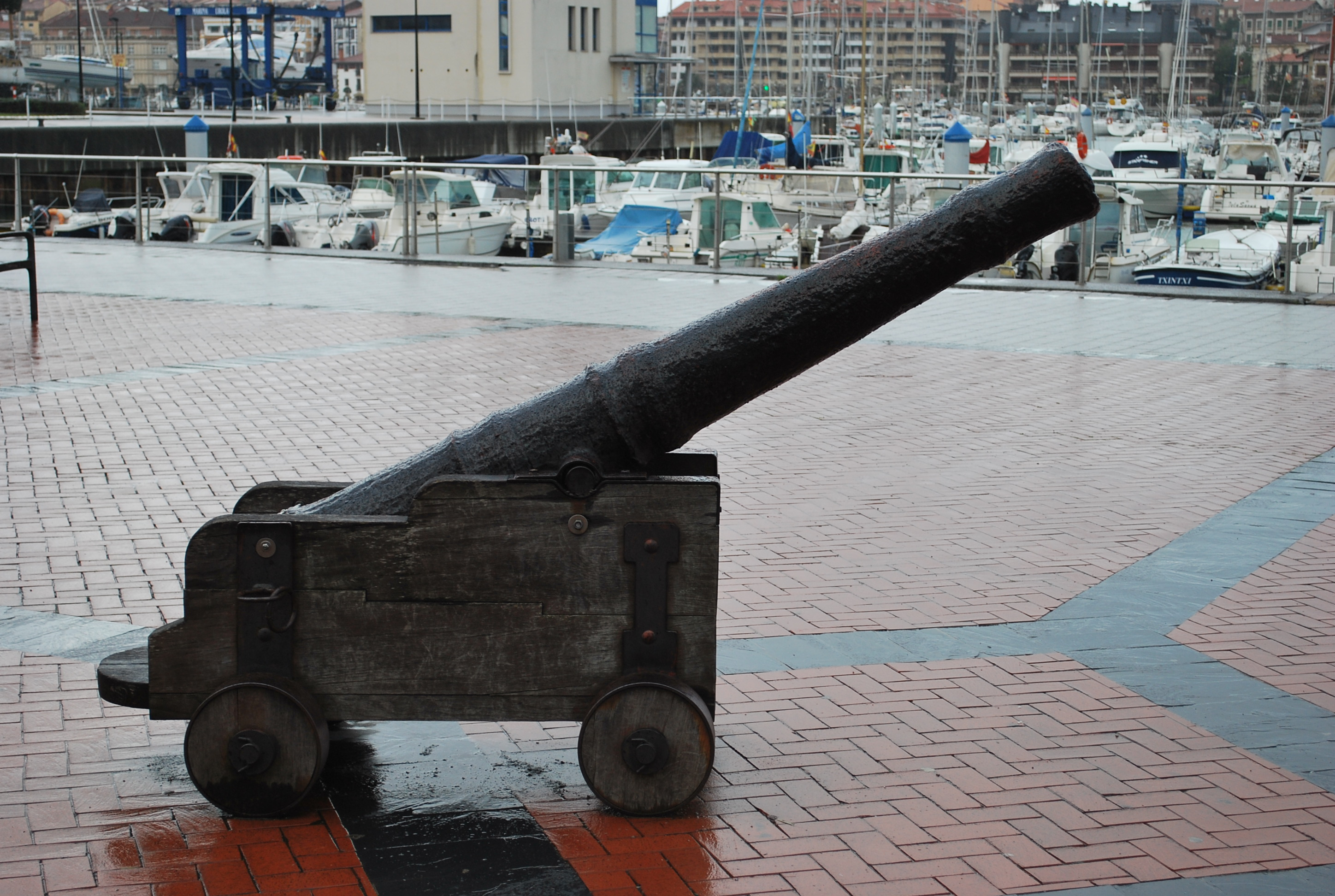
Canon sur le port de plaisance de Zumaya.
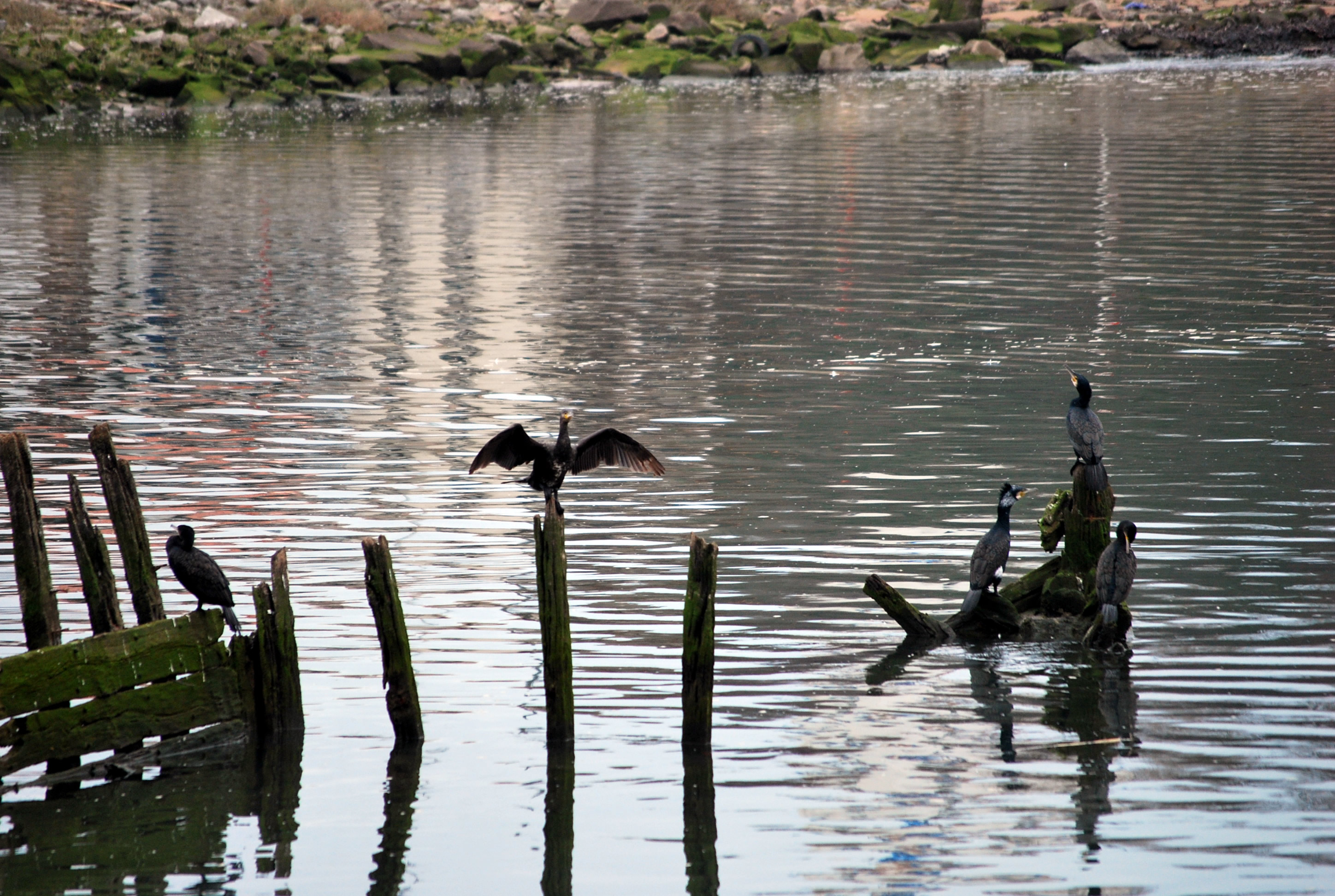
Grands Cormorans à Zumaia.
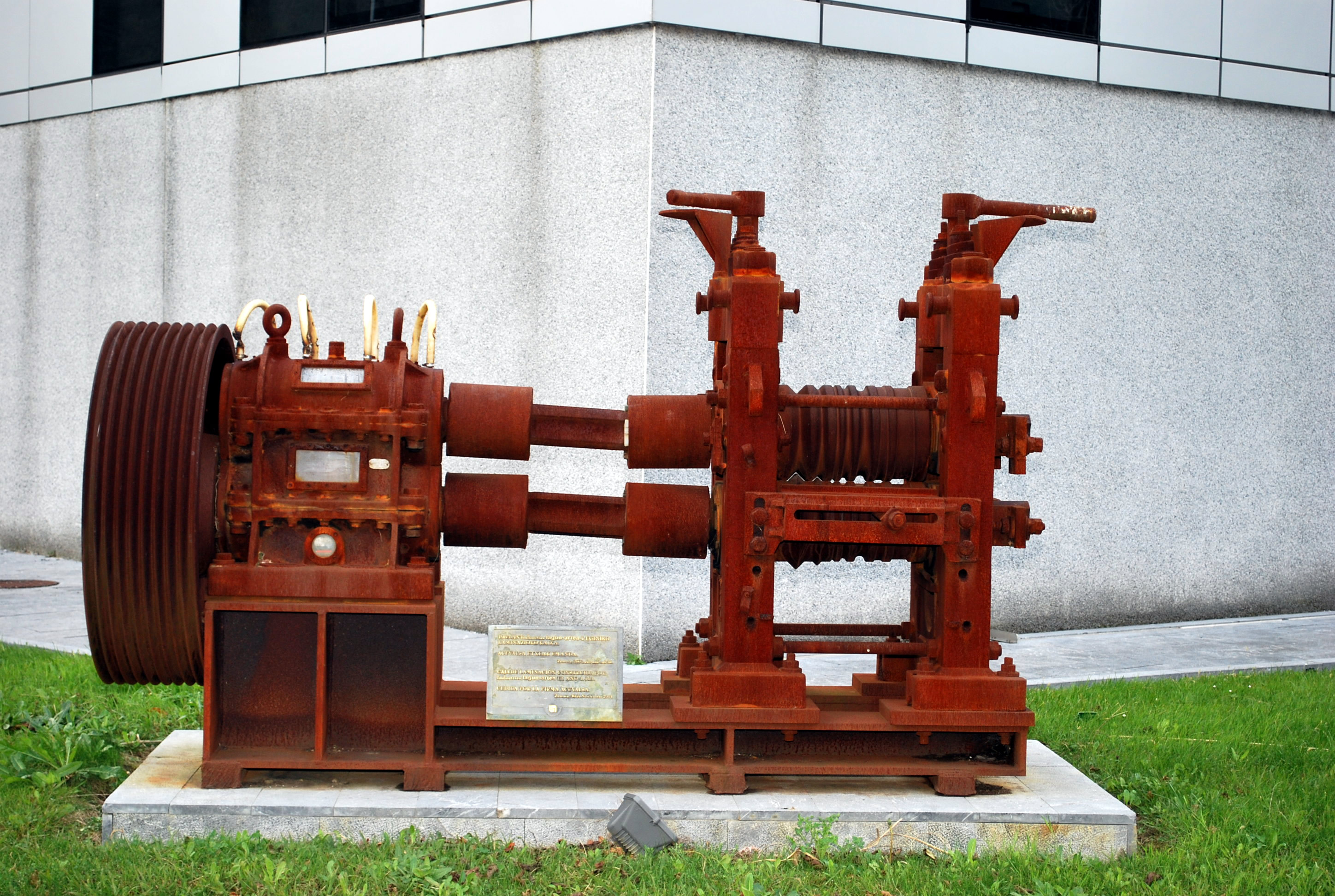
Ancien laminoir à Zumaia.
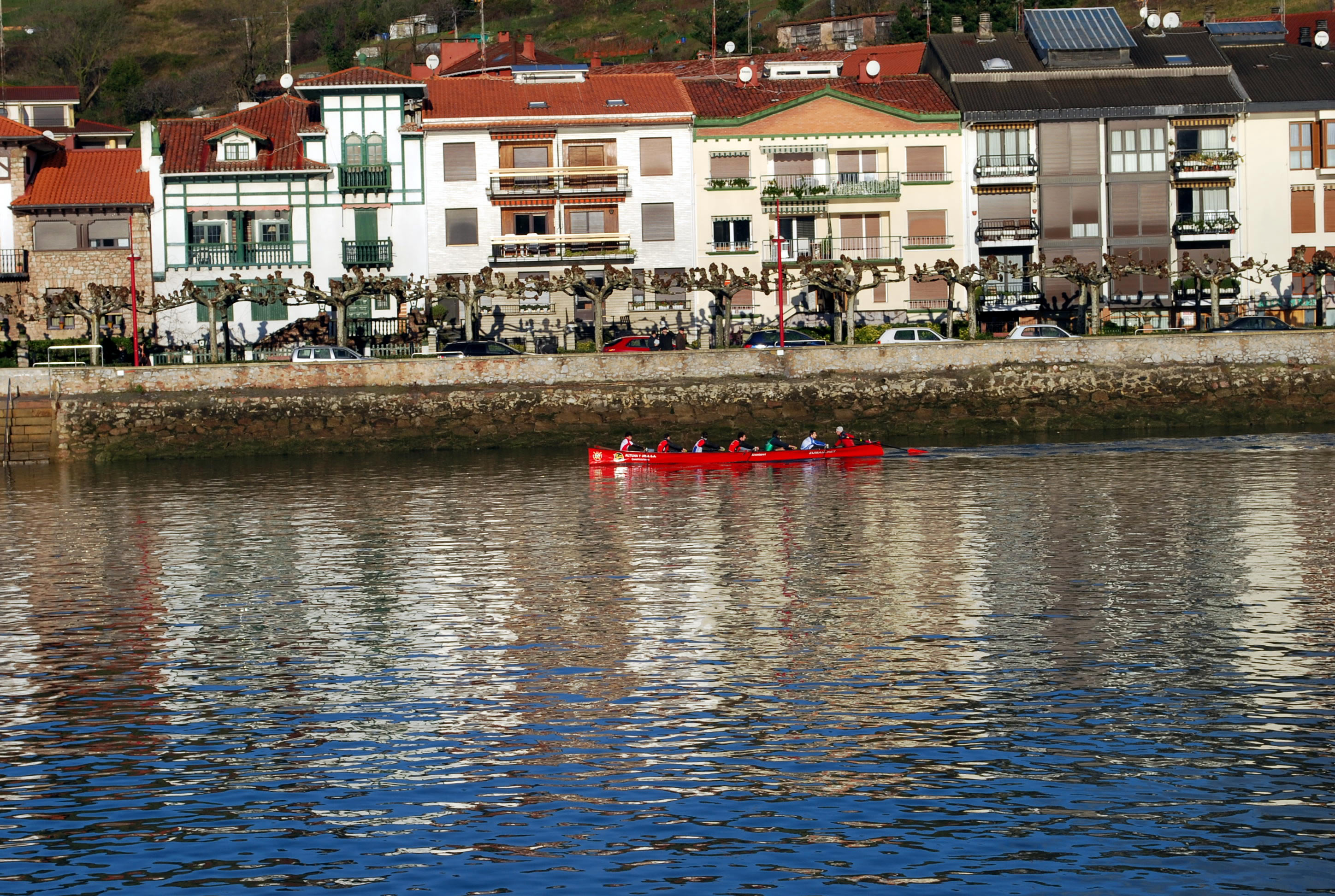
Entrainement sur traînière à Zumaia.
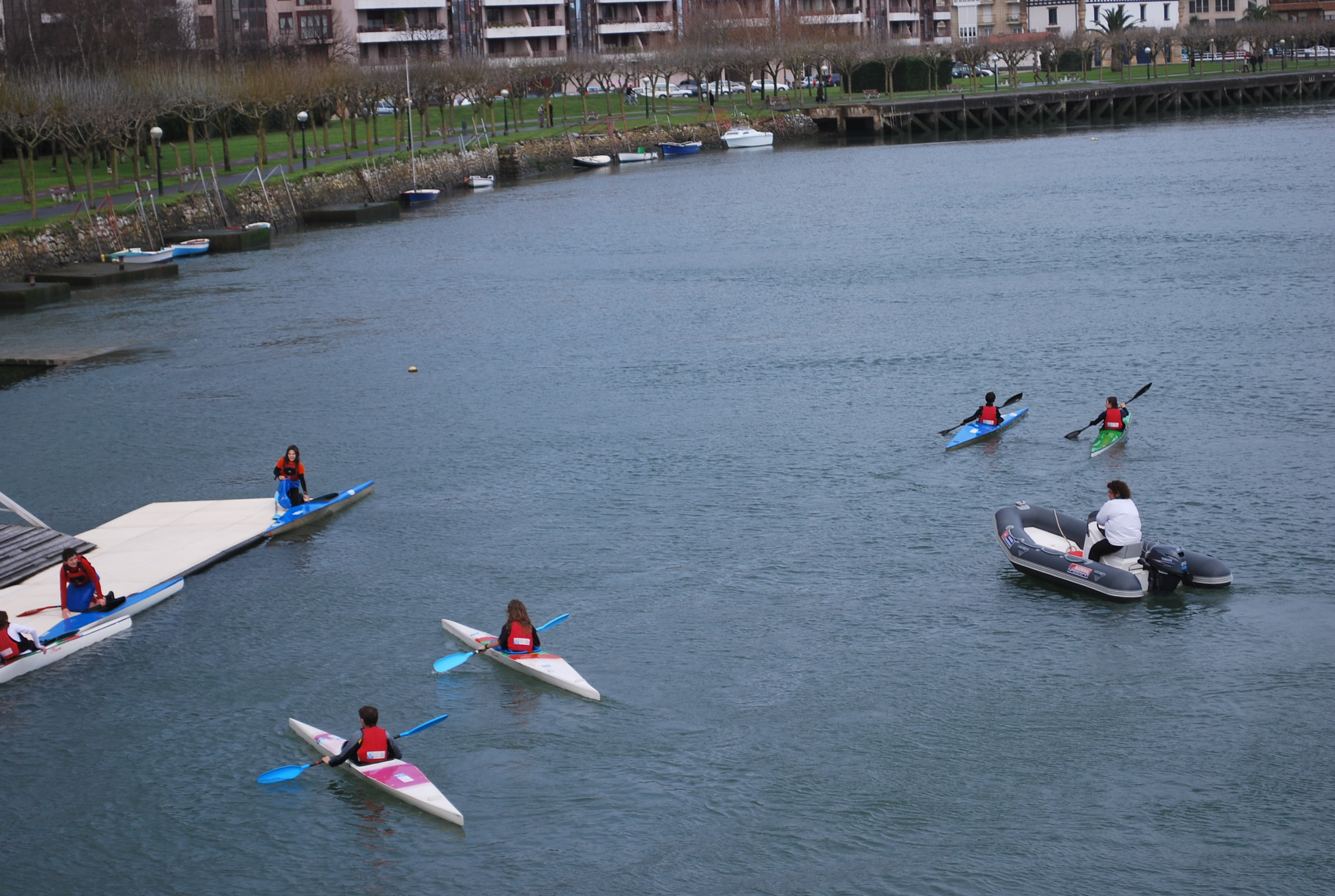
Club de kayak de mer à Zumaia.
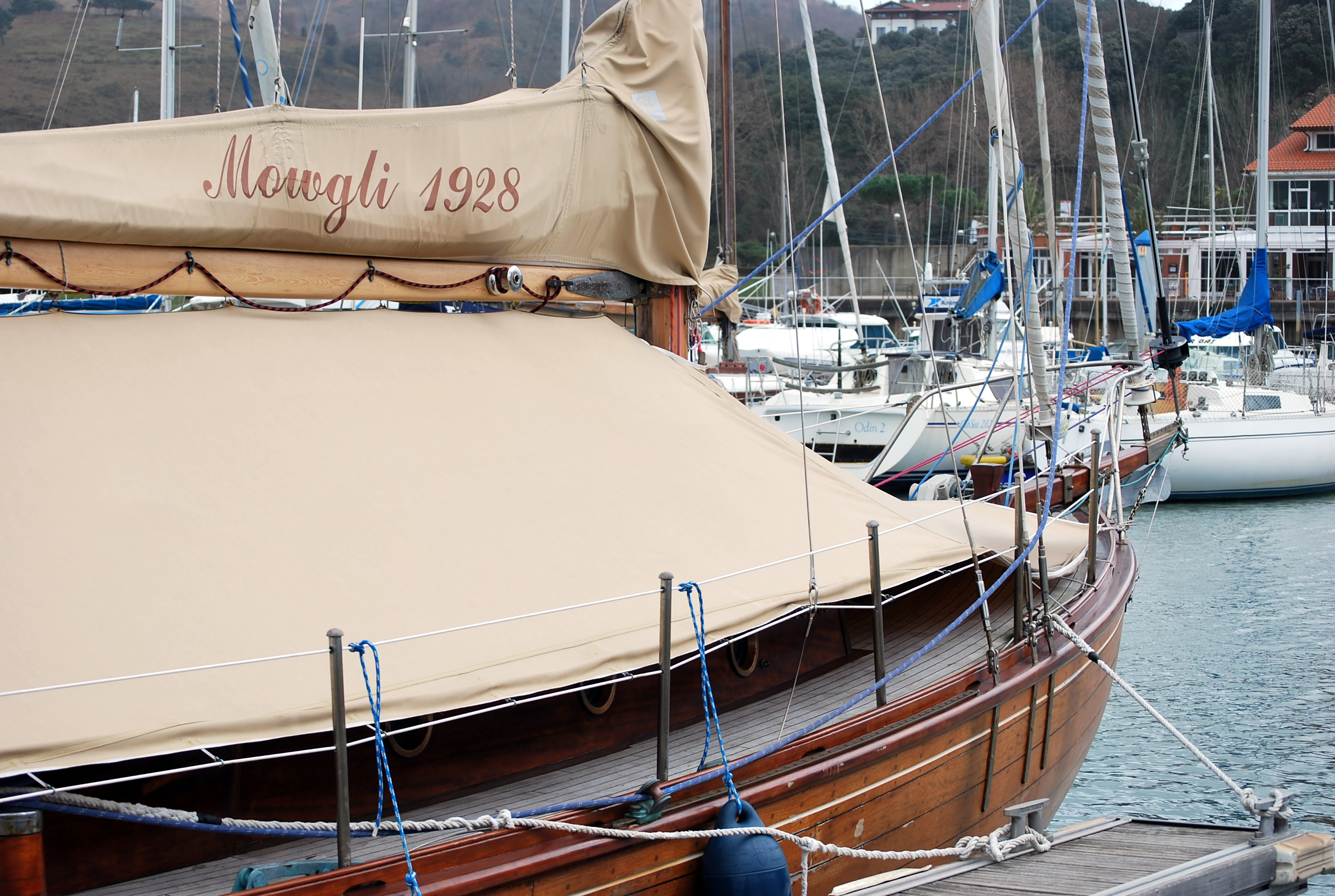
Voilier en bois le Mowgli 1928 à Zumaia.
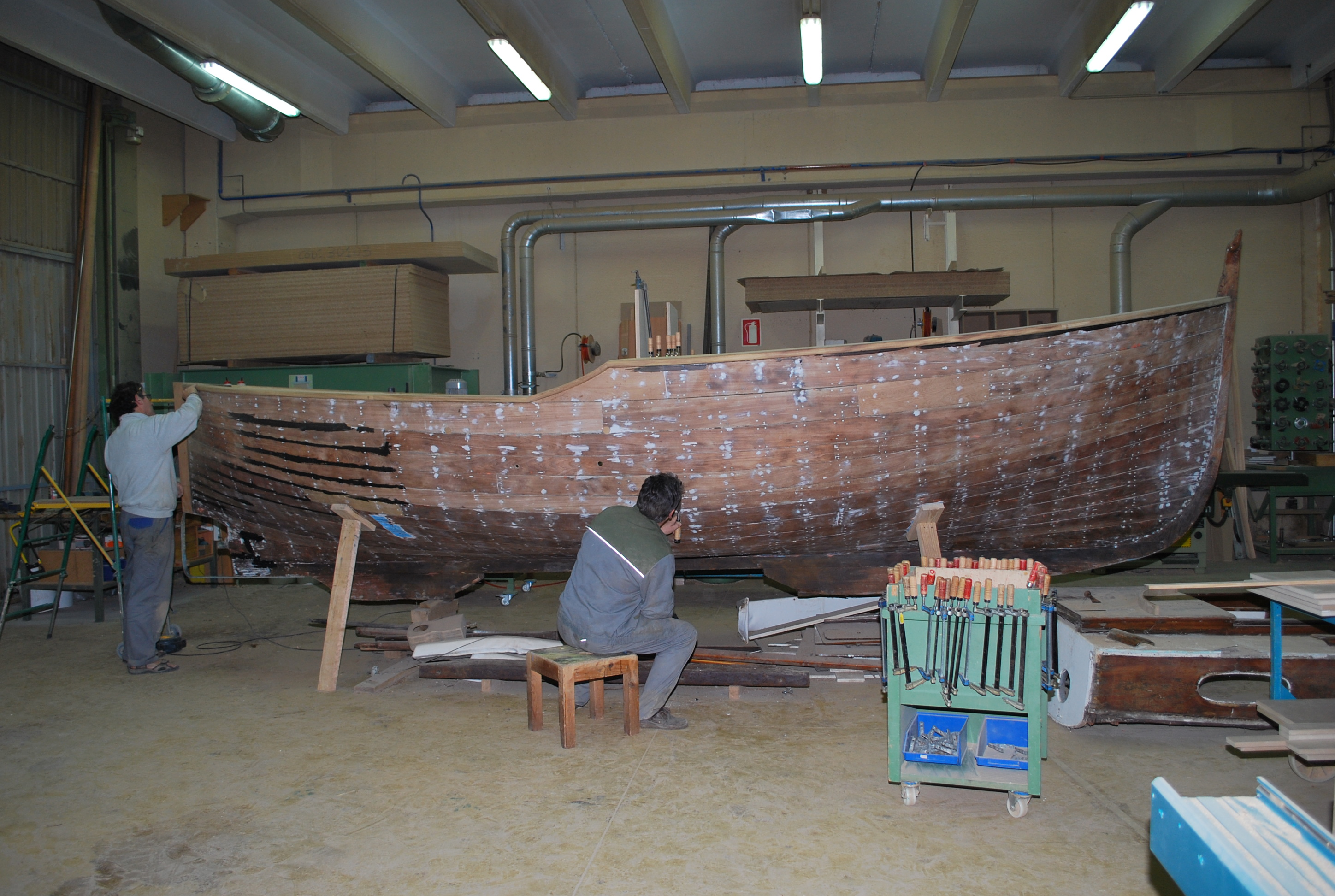
Restauration du Mami par les ateliers Xanti de Zumaia.
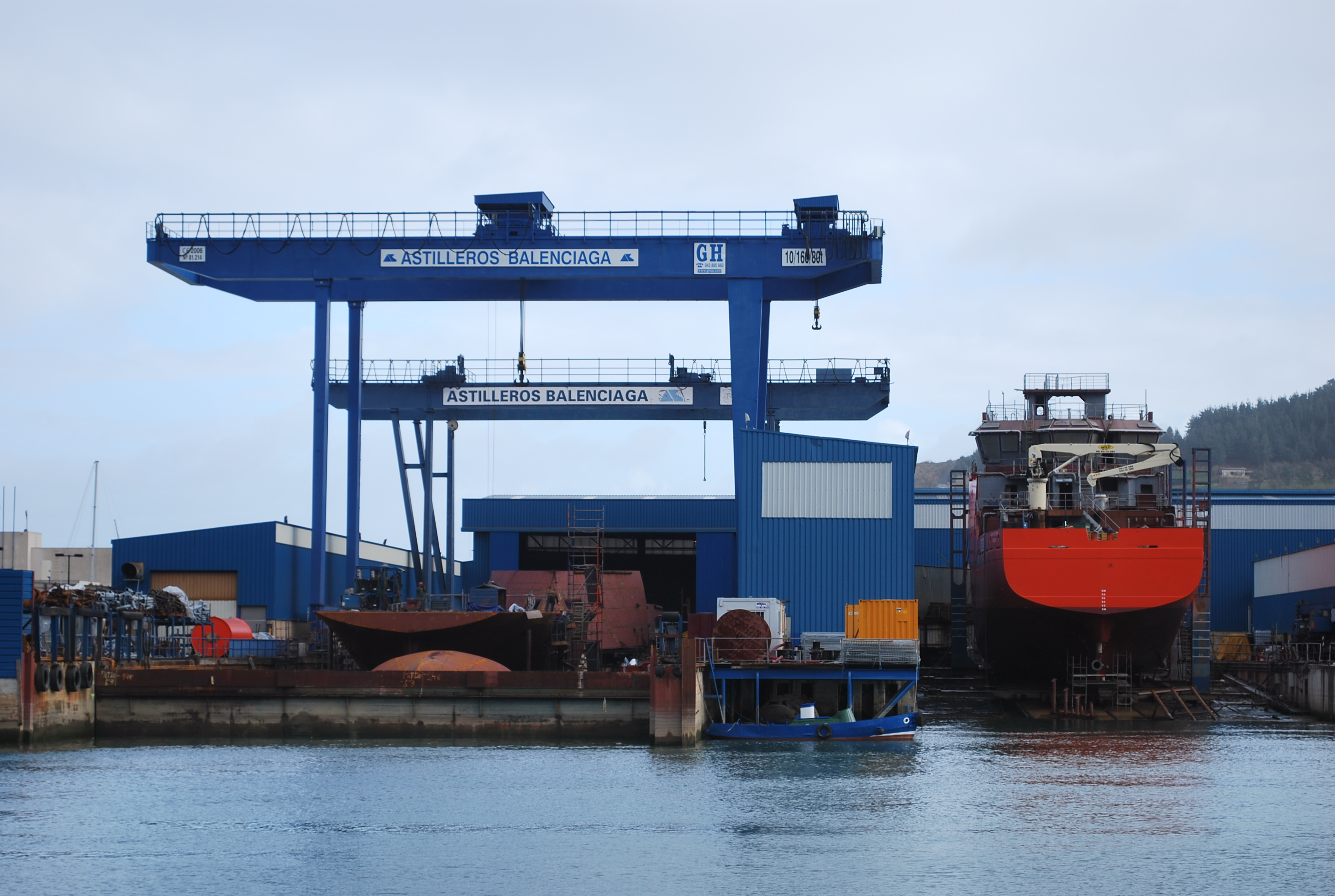
Chantier naval Balenciaga à Zumaia.
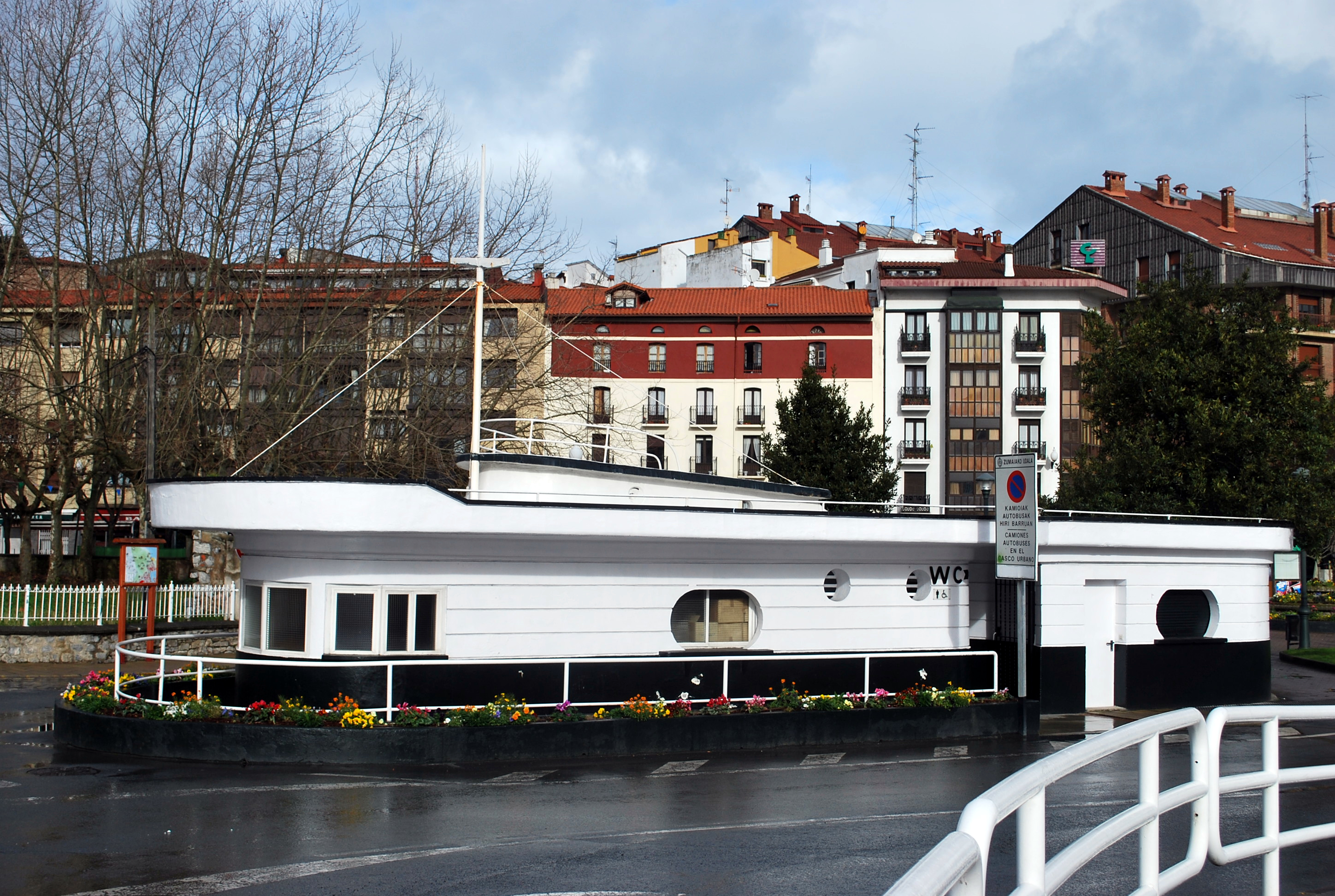
Toilettes publiques à Zumaia.

### Sources
- (es) Cet article est partiellement ou en totalité issu de l’article de Wikipédia en espagnol intitulé « Zumaya » (voir la liste des auteurs).